# Jacobaea vulgaris
A Jacobaea vulgaris a fészkesvirágzatúak (Asterales) rendjébe és az őszirózsafélék (Asteraceae) családjába tartozó faj.

## Rendszertani besorolása
A Jacobaea vulgarist, korábban az aggófüvek (Senecio) nemzetségbe sorolták jakabnapi aggófű (Senecio jacobaea) néven.

## Előfordulása
A Jacobaea vulgaris Európában majdnem mindenütt előfordul. Finnországba és Délkelet-Európa déli részére azonban be kellett telepíteni ezt a növényfajt. Oroszország európai területétől a Kaukázuson és Közép-Ázsián keresztül, egészen Mongóliáig és Kínáig fellelhető. Törökországban, valamint Afrika északi részén, főleg Tunéziában és Marokkóban is vannak őshonos állományai. Ausztráliába, Új-Zélandra és Észak-Amerikába betelepítették a Jacobaea vulgarist.

## Alfaja
Ehhez a növényfajhoz az alábbi alfaj tartozik :
- Jacobaea vulgaris subsp. dunensis (Dumort.) Pelser & Meijden - szinonimája: Senecio dunensis Dumort.

## Képek

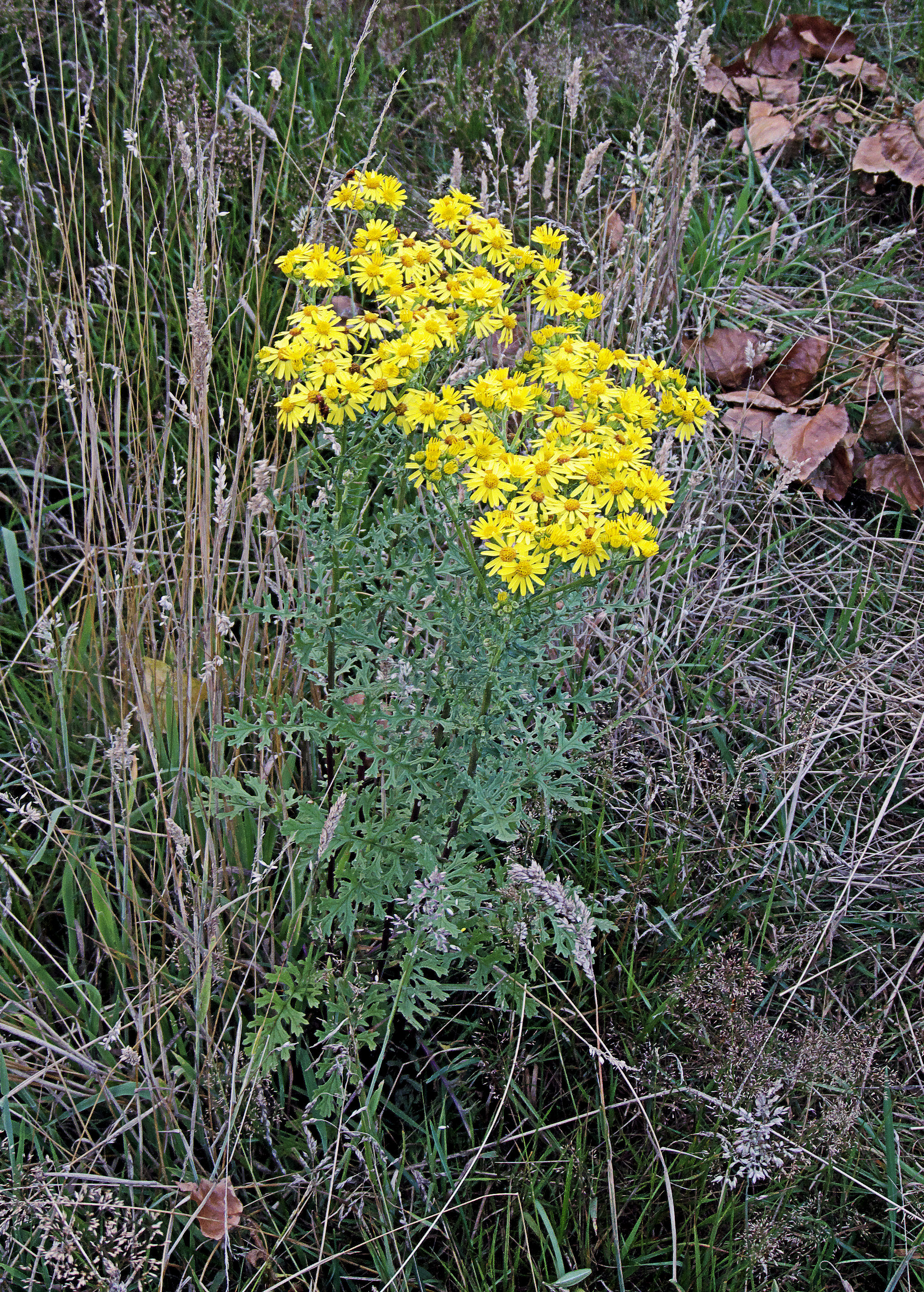
A növény
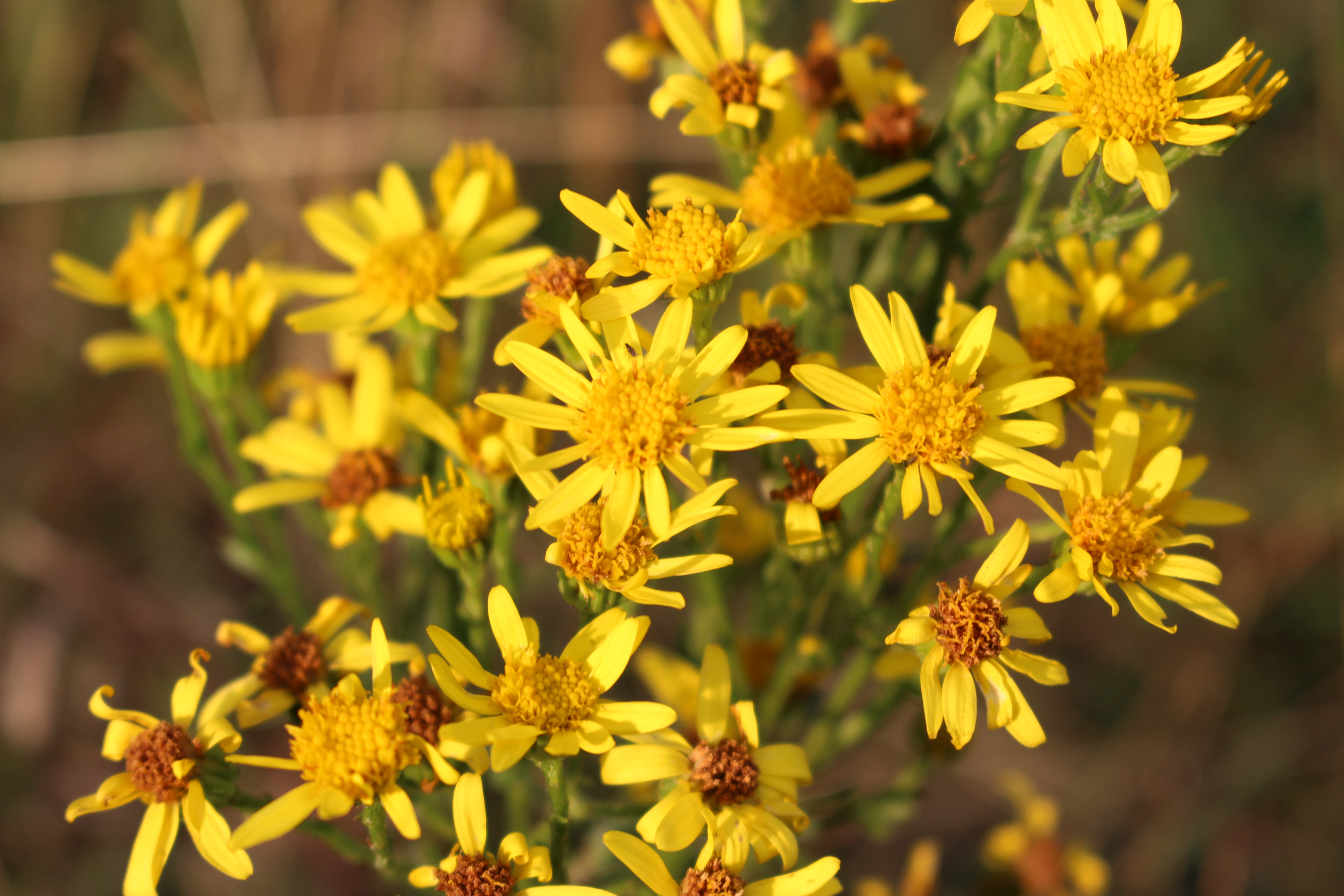
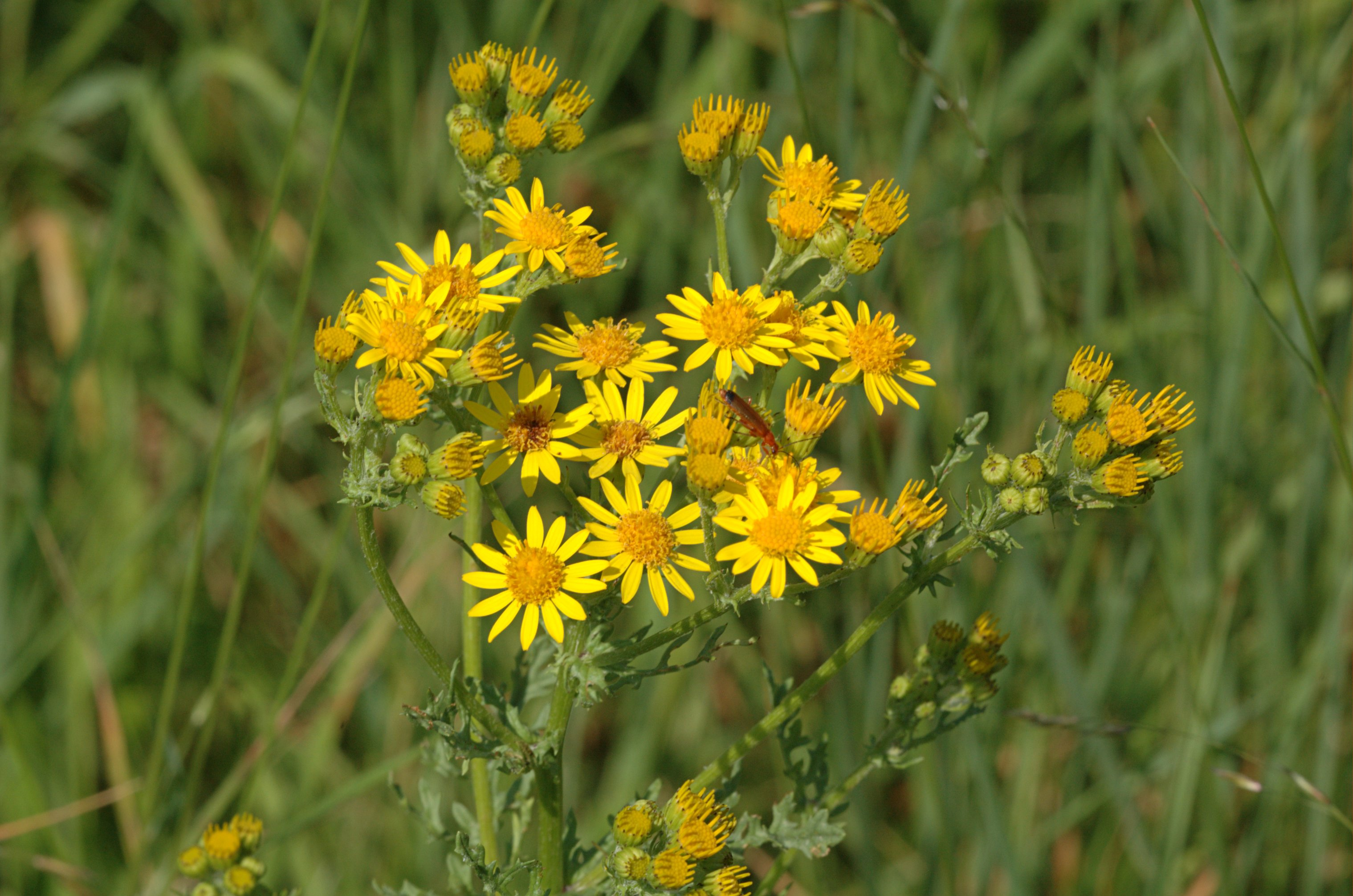
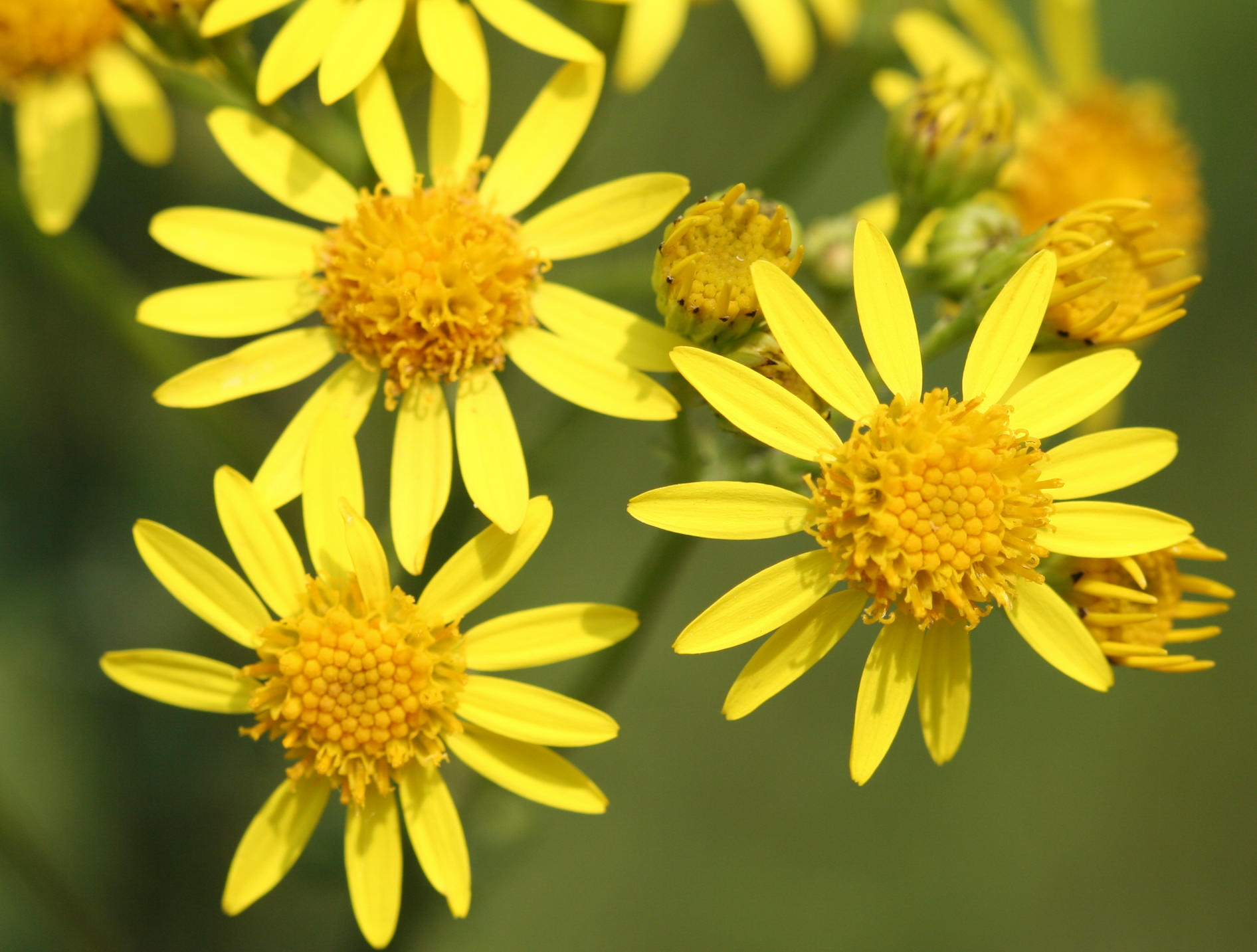
virágai,
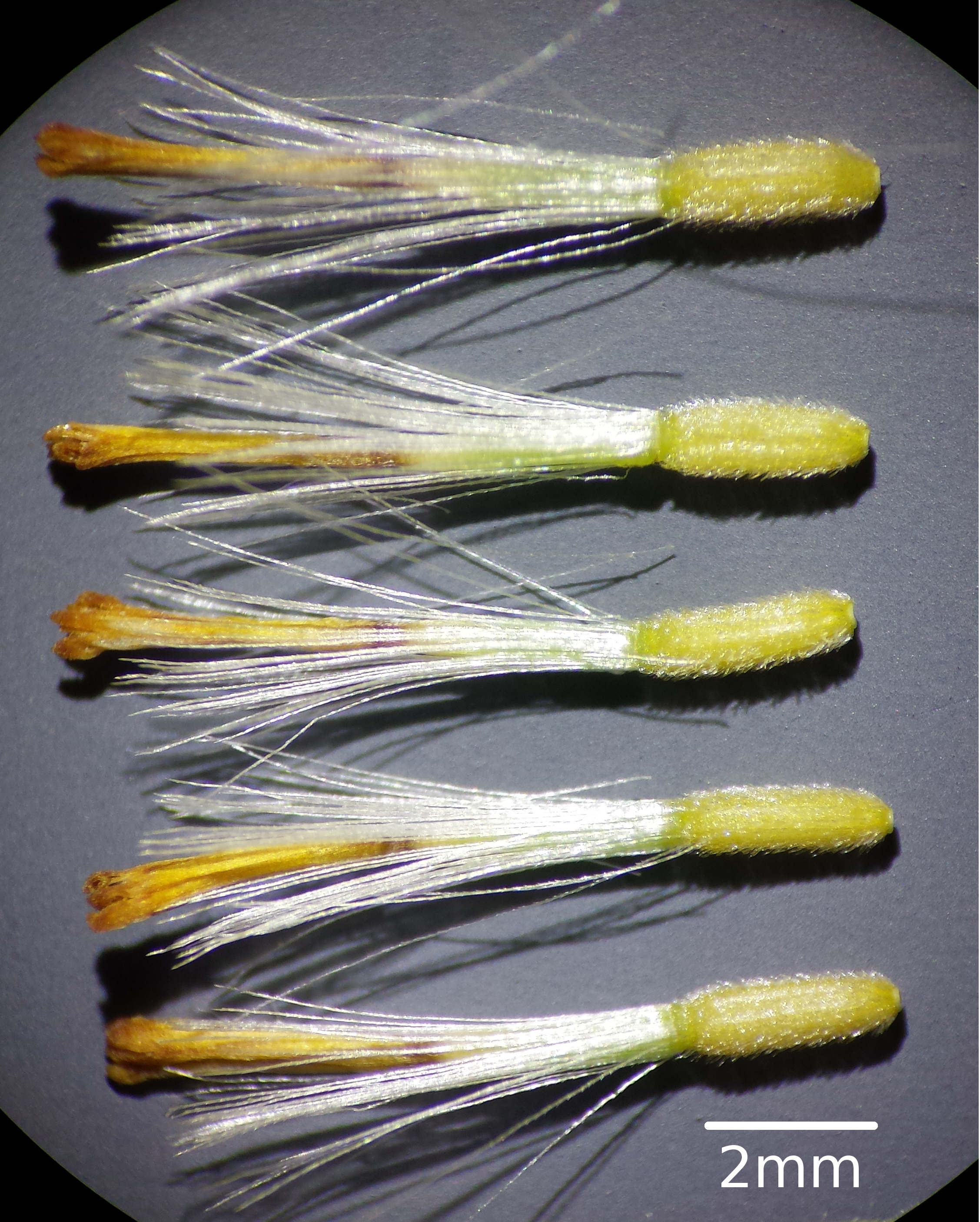
bibéi és
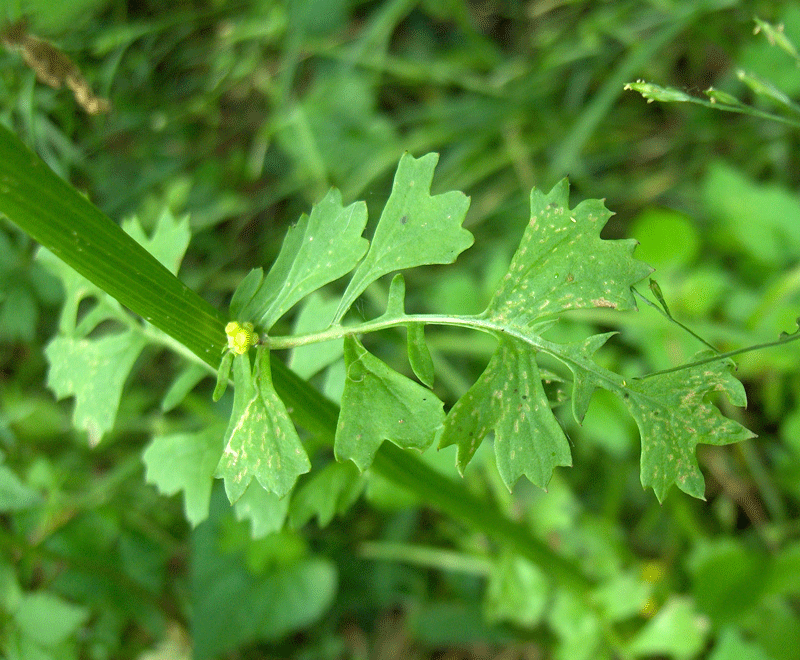
levelei
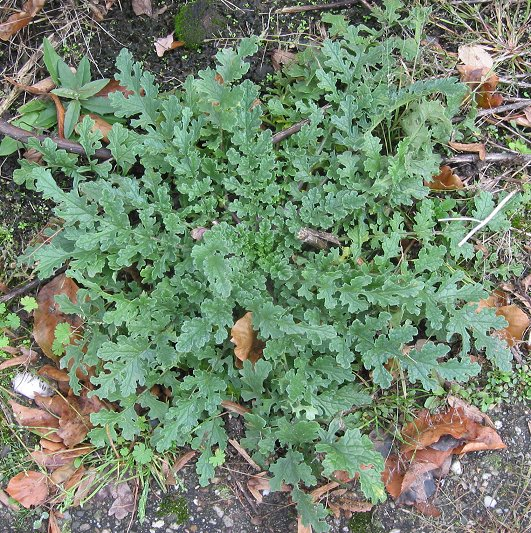
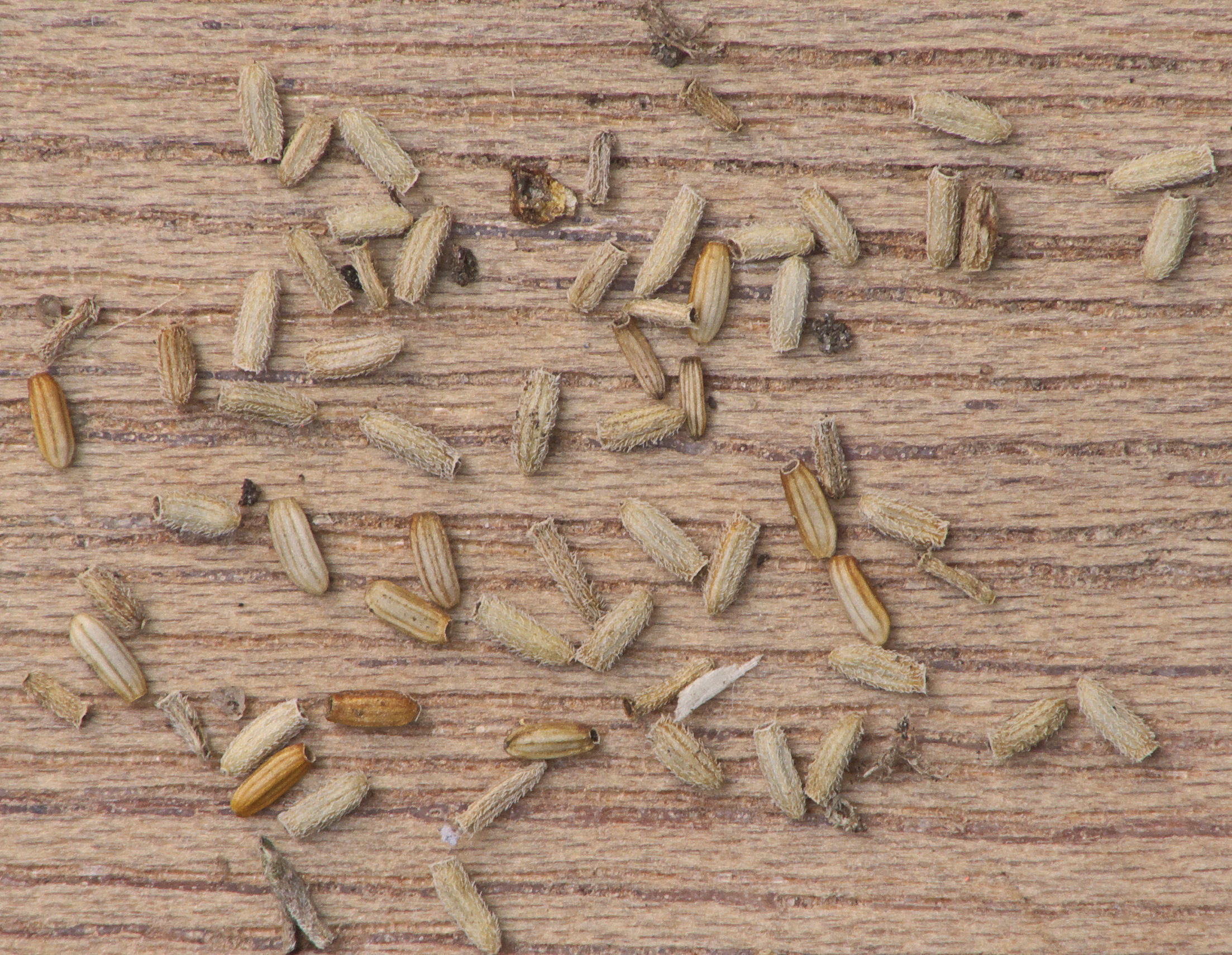
Termései
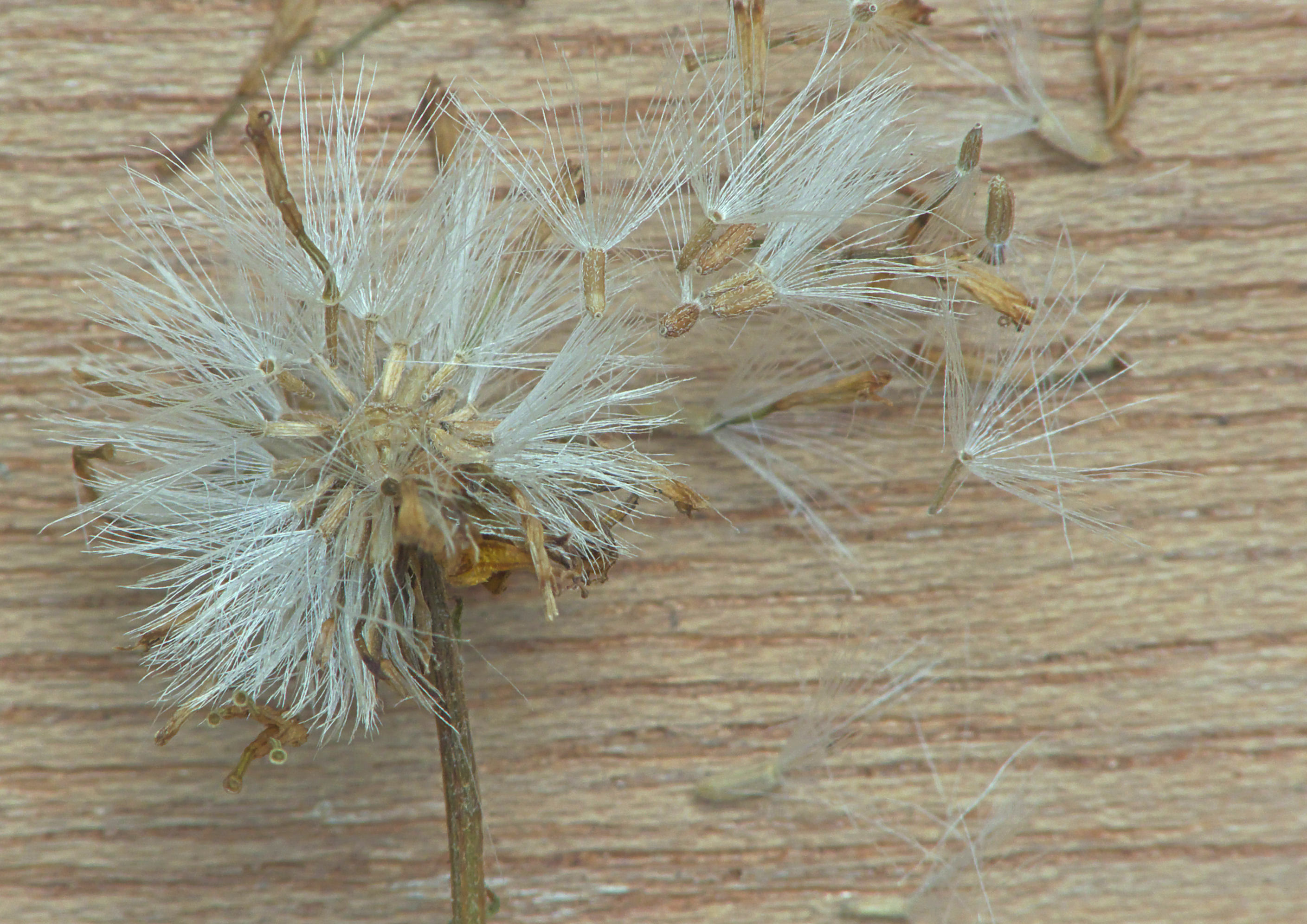
és magvai